# Władysław Leon Grzędzielski
Władysław Leon Grzędzielski (ur. 15 grudnia 1864 w Kopytowej, zm. 28 września 1925 we Lwowie) – polski prawnik i polityk.

## Życiorys
Był synem byli Juliana i Marii z domu Mikiewicz. Absolwent gimnazjum w Rzeszowie (1885). W 1896 r. ukończył prawo na Uniwersytecie Jagiellońskim. W tym samym czasie pracował w różnych kancelariach adwokackich i notarialnych, m.in. w Przemyślu i Jaworznie (1891-1898). Uzyskawszy dyplom nauk prawnych, zaczął pracę w wymiarze sprawiedliwości. Był adiunktem w Kętach, a później m.in. piastował funkcje naczelnika sądu w Mościskach i radcy Sądu Okręgowego w Przemyślu.

### I wojna światowa
W jej trakcie byłem prezesem Sądu Okręgowego w Przemyślu, od 1919 sędzia we Lwowie. Ponadto brał czynny udział w działalności organizacji społecznych, np. Towarzystwie Szkoły Ludowej, Towarzystwie Gimnastycznym „Sokół”, czy Towarzystwie Uniwersytetu Rolniczego.
Pod koniec wojny został posłem do austriackiej Rady Państwa (luty 1918 r.) jako reprezentant koła parlamentarnego Polskiego Stronnictwa Ludowego „Piast”.
Brał udział w przejmowaniu władzy z rąk Austriaków w Krakowie (31 X 1918). Współorganizował Polską Komisji Likwidacyjnej. W tym samym czasie Grzędzielski zaczął działać w przemyskim Tymczasowym Komitecie Rządzącym oraz tamtejszym Wydziale Wykonawczym Polskiej Rady Narodowej. Tam też piastował stanowisko przewodniczącego Urzędu Badania Cen.
W listopadzie 1918 r. uczestniczył wspólnie ze swoim dwudziestoletnim synem Aleksandrem w obronie Lwowa.

### II Rzeczpospolita
W niepodległej Polsce Grzędzielski został członkiem dyrekcji Towarzystwa Agrarno-Osadniczego. Został posłem na Sejm Ustawodawczy z mianowania. Działał tam jako członek klubu parlamentarnego PSL-Piast. Był członkiem m.in. komisji aprowizacyjnej, konstytucyjnej, prawniczej, regulaminowej, likwidacyjnej, ochrony pracy oraz nietykalności poselskiej. W 1920 r. reprezentował swoją partię na posiedzeniach Konwentu Seniorów.
11 lipca 1921 r. został ministrem aprowizacji w rządzie Wincentego Witosa. Jako minister wydał rozporządzenie „w sprawie przerobu ziemiopłodów na piwo w browarach b. Królestwa Polskiego i Małopolski w roku gospodarczym 1920/1921”. W następnych miesiącach był odpowiedzialny za likwidację resortu, w tym reorganizację jego agend i urzędów, a także poświęcał uwagę „regulacji i likwidacji zobowiązań Rządu w zakresie świadczeń żywnościowych”. Ministerstwo przestało istnieć z początkiem 1922 r., a czynności szefa tego resortu przeszły na ministra spraw wewnętrznych.
Grzędzielski przestał pełnić tekę ministerialną, wraz z dymisją premiera Witosa, co nastąpiło 13 września 1921 r. Rok później bezskutecznie ubiegał się o reelekcję do sejmu.
W 1924 r. został powołany przez senat RP na członka Trybunału Stanu.
Do końca życia pozostawał czynny zawodowo w stołecznej palestrze (od 1923 r. był adwokatem).
Zmarł we Lwowie. Został pochowany na cmentarzu Łyczakowskim.

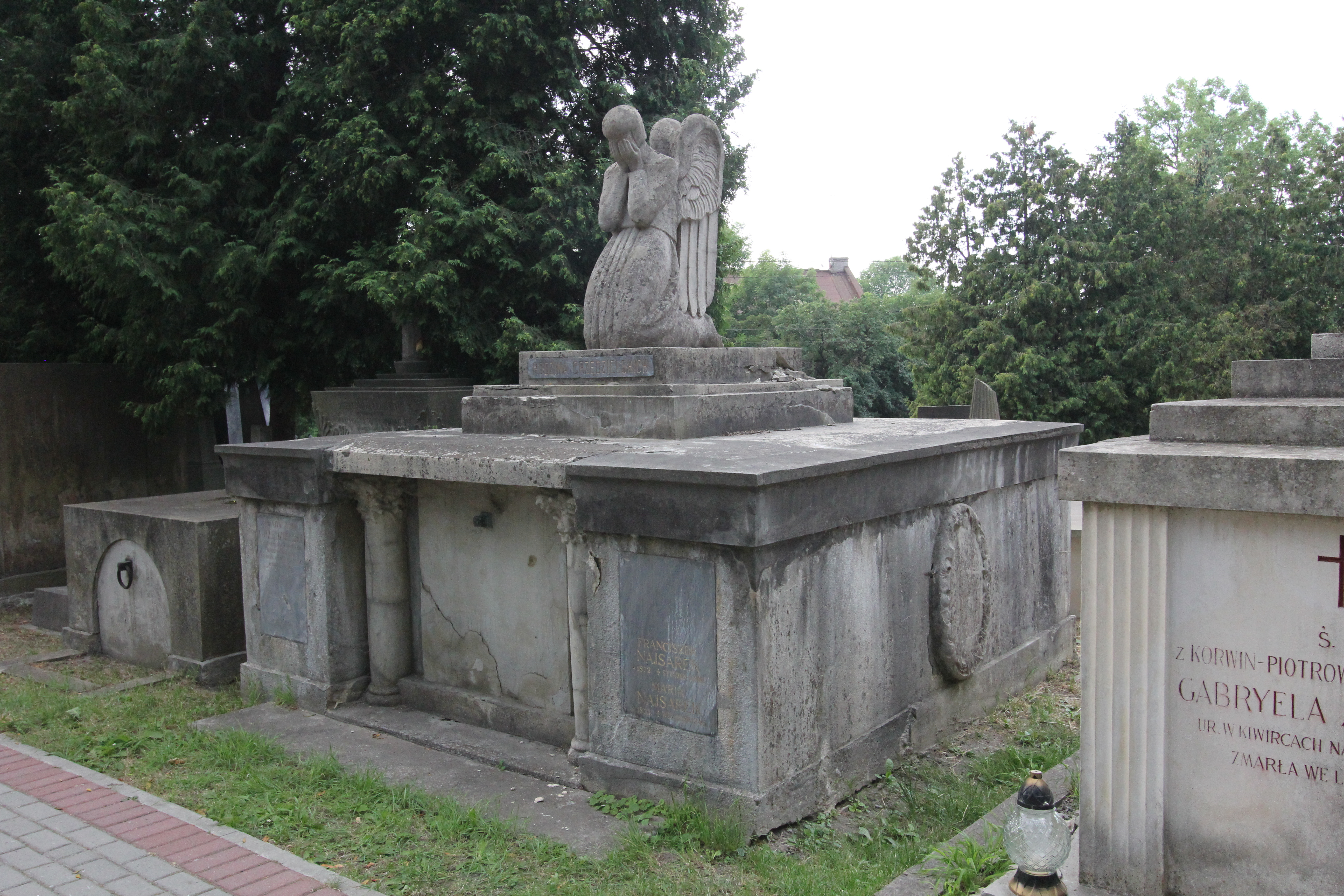
Grób Grzędzielskiego przed renowacją

W 2022 roku grobowiec Grzędzielskiego został odnowiony. Cały projekt został realizowany na zlecenie Kancelarii Prezesa Rady Ministrów przez Fundację Dziedzictwa Kulturowego.

## Życie prywatne
Był żonaty z Marią z Wolffów (1872–1968), z którą miał siedmioro dzieci: Aleksander – konstruktor lotniczy; Jerzy – lekarz; Janina – plastyczka; Władysław – prawnik (zmarł w łagrze sowieckim); Maria – prof. teorii literatury; Juliusz – lekarz (zamordowany przez NKWD).

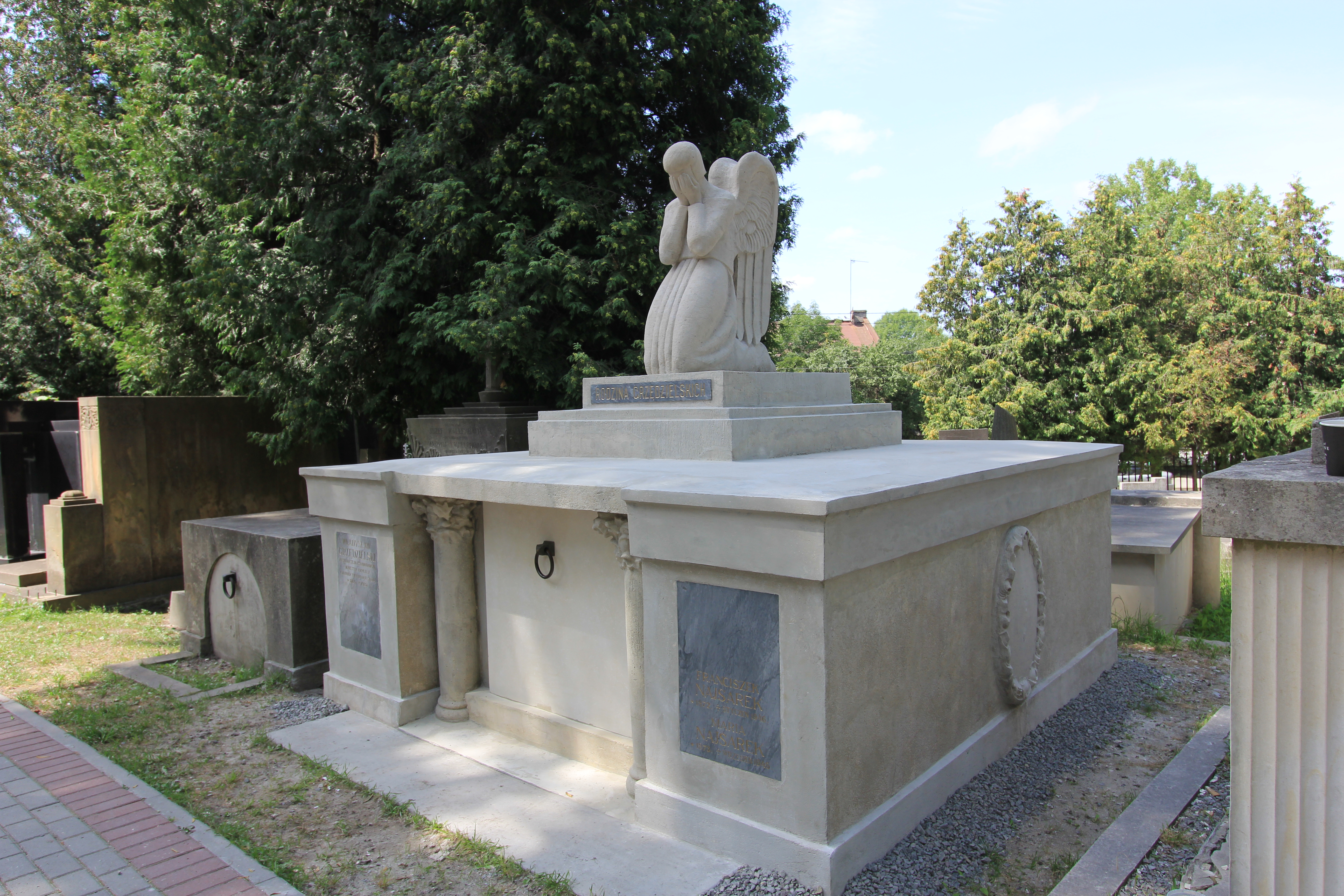
Grób Władysława Grzędzielskiego po renowacji (2022)